# تورتیلا فلت (آریزونا)
تورتیلا فلت (به انگلیسی: Tortilla Flat) یک منطقهٔ مسکونی در ایالات متحده آمریکا است که در شهرستان مریکوپا، آریزونا واقع شده‌است.